# Ormancey
Ormancey ist eine französische Gemeinde mit 75 Einwohnern (Stand 1. Januar 2022) im Département Haute-Marne in der Region Grand Est. Sie gehört zum Arrondissement Langres und zum Kanton Langres.

## Geografie
Die Gemeinde Ormancey liegt an der Suize, 13 Kilometer nordwestlich von Langres. Sie ist umgeben von folgenden Nachbargemeinden:
|          | Marac                                       |            |
| Ternat   | Kompassrose, die auf Nachbargemeinden zeigt | Beauchemin |
| Vauxbons | Mardor                                      |            |

## Bevölkerungsentwicklung
| Jahr                       | 1962 | 1968 | 1975 | 1982 | 1990 | 1999 | 2008 | 2018 |
| -------------------------- | ---- | ---- | ---- | ---- | ---- | ---- | ---- | ---- |
| Einwohner                  | 112  | 97   | 88   | 92   | 79   | 78   | 82   | 79   |
| Quellen: Cassini und INSEE |      |      |      |      |      |      |      |      |